# 迫間村 (熊本県)
迫間村（はざまむら）は、熊本県の北部、菊池郡にあった村。

## 歴史
- 1889年4月1日 - 町村制施行。豊間村、西迫間村、市野瀬村、大平村、重味村が合併して菊池郡迫間村が成立。
- 1956年9月1日 - 隈府町、河原村、戸崎村、菊池村、水源村、龍門村、花房村と合併して菊池町となり消滅。

## 学校
- 迫間村立重味小学校